# Psectrocladius
Psectrocladius är ett släkte av tvåvingar som beskrevs av Jean-Jacques Kieffer 1906. Psectrocladius ingår i familjen fjädermyggor.

## Dottertaxa tillPsectrocladius, i alfabetisk ordning[1][2]
- Psectrocladius angorensis
- Psectrocladius anomalus
- Psectrocladius aquatronus
- Psectrocladius armatus
- Psectrocladius aureus
- Psectrocladius barbatimanus
- Psectrocladius barbatipes
- Psectrocladius barbatitarsis
- Psectrocladius barbimanus
- Psectrocladius biensis
- Psectrocladius bifilis
- Psectrocladius bisetus
- Psectrocladius borealis
- Psectrocladius brachiurus
- Psectrocladius brachytoma
- Psectrocladius brehmi
- Psectrocladius brevicosta
- Psectrocladius calcaratus
- Psectrocladius conjugens
- Psectrocladius curvicalcar
- Psectrocladius dampfi
- Psectrocladius delatoris
- Psectrocladius dendrophilus
- Psectrocladius dorsalis
- Psectrocladius elatus
- Psectrocladius fabricius
- Psectrocladius fabricus
- Psectrocladius fennicus
- Psectrocladius filiger
- Psectrocladius flavicollis
- Psectrocladius flaviventris
- Psectrocladius flavofasciatus
- Psectrocladius flavus
- Psectrocladius formosae
- Psectrocladius furcatus
- Psectrocladius fusiformis
- Psectrocladius gotoheius
- Psectrocladius heptamerus
- Psectrocladius hirtimanus
- Psectrocladius insularis
- Psectrocladius islandicus
- Psectrocladius lapponicus
- Psectrocladius limbatellus
- Psectrocladius litofilus
- Psectrocladius longicerus
- Psectrocladius luteolus
- Psectrocladius marinus
- Psectrocladius najas
- Psectrocladius nanseni
- Psectrocladius nevalis
- Psectrocladius nigrus
- Psectrocladius nivalis
- Psectrocladius obvius
- Psectrocladius octomaculatus
- Psectrocladius oligosetus
- Psectrocladius oxyura
- Psectrocladius pallidipes
- Psectrocladius paludicola
- Psectrocladius pancratovae
- Psectrocladius pilimanus
- Psectrocladius pilosus
- Psectrocladius platypus
- Psectrocladius polaris
- Psectrocladius polychaetus
- Psectrocladius pseudogigas
- Psectrocladius pseudostilatus
- Psectrocladius psilopterus
- Psectrocladius rhodesiae
- Psectrocladius schlienzi
- Psectrocladius seiryuheius
- Psectrocladius semicirculatus
- Psectrocladius septentrionalis
- Psectrocladius silesiacus
- Psectrocladius simulans
- Psectrocladius skwarrai
- Psectrocladius sokolovae
- Psectrocladius sordidellus
- Psectrocladius sphagnicola
- Psectrocladius sphagnorum
- Psectrocladius spinifer
- Psectrocladius spinulosus
- Psectrocladius sunabaabeus
- Psectrocladius telochaetus
- Psectrocladius trindentatus
- Psectrocladius tunisiae
- Psectrocladius turficola
- Psectrocladius tusimoquereus
- Psectrocladius tusimoreseus
- Psectrocladius tusimoseteus
- Psectrocladius unifilis
- Psectrocladius ventricosus
- Psectrocladius vernalis
- Psectrocladius versatilis
- Psectrocladius versicolor
- Psectrocladius vicinus
- Psectrocladius villosicornis
- Psectrocladius viridescens
- Psectrocladius yakuuveus
- Psectrocladius yakuwexeus
- Psectrocladius yakuxeyeus
- Psectrocladius yukawana
- Psectrocladius yunoquartus
- Psectrocladius zavreli
- Psectrocladius zelinskii
- Psectrocladius zetterstedti